# Novy Vytkiv
Novy Vytkiv (Oekraïens: Новий Витків; Russisch: Новый Витков, Novy Vitkov; Pools: Witków Nowy) is een dorpje in de Oekraïense oblast Lviv en telt ongeveer 1200 inwoners.
Het dorp ligt in het westen van de historische landstreek Galicië aan de rivier Bily Stik (Білий Стік), ongeveer 12 kilometer westelijk van Radechiv en 63 kilometer noordoostelijk von Lviv. Over Novy Vytkiv werd voor het eerst schriftelijk bericht in 1469. In de 15e eeuw werd het Maagdenburgs recht aan de gemeente verleend.

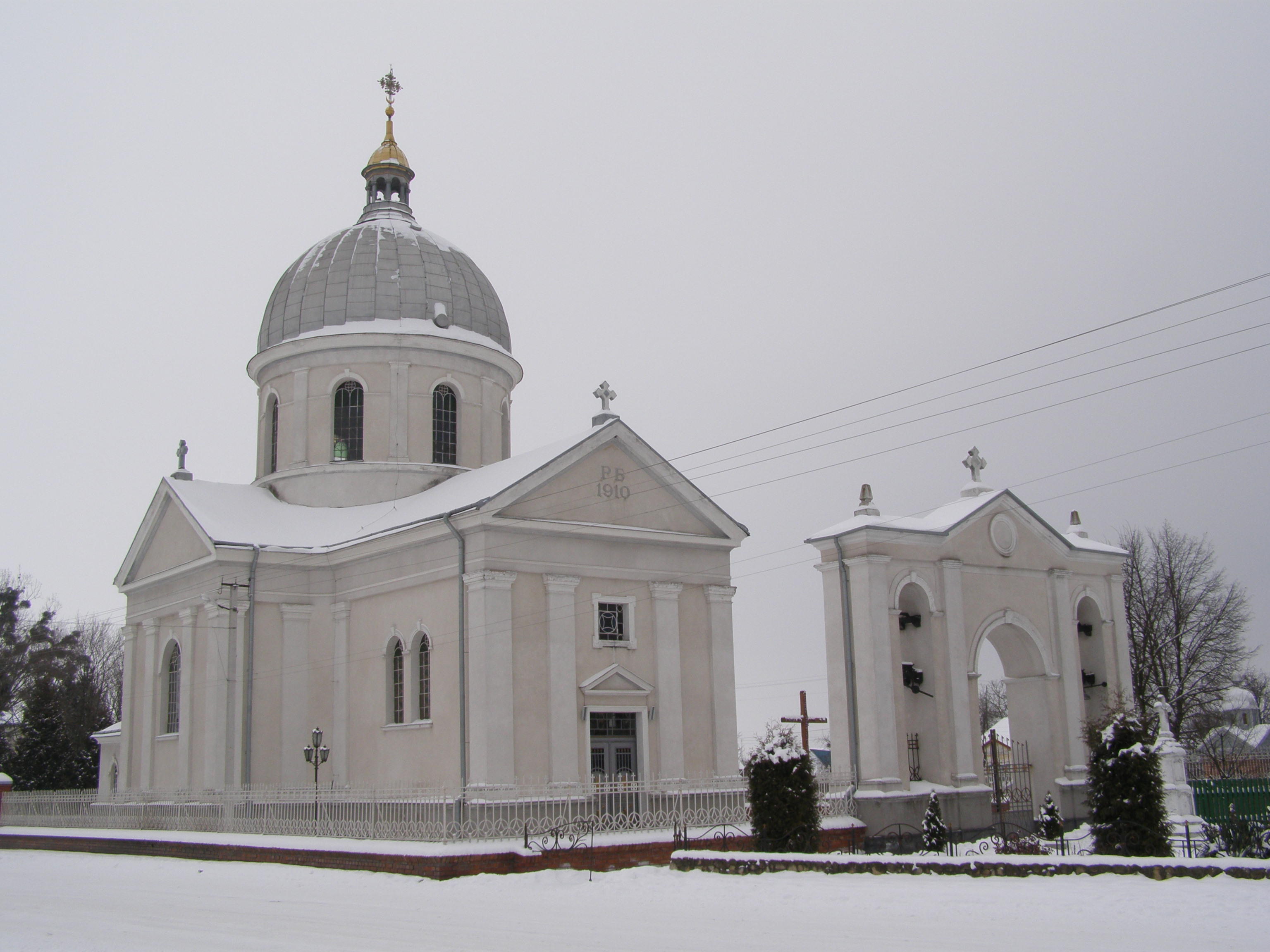
De kerk van Novy Vytkiv